# الیزاوتا ایانچوک
الیزاوتا ایانچوک (اوکراینی: Єлізавета Юріївна Янчук؛ زادهٔ ۸ مارس ۱۹۹۳) تنیس‌باز اهل اوکراین است.